# Нижня Гавань
Нижня Га́вань (рос. Нижняя Гавань) — село у складі Ульчського району Хабаровського краю, Росія. Адміністративний центр та єдиний населений пункт Нижньогаванського сільського поселення.

## Населення
Населення — 225 осіб (2010; 376 у 2002).
Національний склад (станом на 2002 рік):
- росіяни — 61 %